# Ciclismo nos Jogos Olímpicos de Verão de 1968
O ciclismo nos Jogos Olímpicos de Verão de 1968 foi realizado na Cidade do México, no México, com dois eventos de estrada e cinco de pista, todos masculinos.

## Eventos do ciclismo
Masculino: Estrada individual | Equipes contra o relógio | 1 km contra o relógio | Velocidade | Tandem | Perseguição individual | Perseguição por equipes

## Estrada individual masculino
| Pos. | País            | Atletas             | Tempo      |
| ---- | --------------- | ------------------- | ---------- |
|      | Itália (ITA)    | Pierfranco Vianelli | 4:41:25.24 |
|      | Dinamarca (DEN) | Leif Mortensen      | 4:42:49.72 |
|      | Suécia (SWE)    | Gösta Pettersson    | 4:43:15.24 |

## Equipes contra o relógio masculino
| Pos. | País                | Atletas                                                                 | Tempo      |
| ---- | ------------------- | ----------------------------------------------------------------------- | ---------- |
|      | Países Baixos (NED) | Joop Zoetemelk Fedor den Hertog Jan Krekels René Pijnen                 | 2:07:49.06 |
|      | Suécia (SWE)        | Sture Pettersson Tomas Pettersson Erik Pettersson Gösta Pettersson      | 2:09:26.60 |
|      | Itália (ITA)        | Pierfranco Vianelli Giovanni Bramucci Vittorio Marcelli Mauro Simonetti | 2:10:18.74 |

## 1 km contra o relógio masculino
| Pos. | País            | Atletas            | Tempo   |
| ---- | --------------- | ------------------ | ------- |
|      | França (FRA)    | Pierre Trentin     | 1:03.91 |
|      | Dinamarca (DEN) | Niels Fredborg     | 1:04.61 |
|      | Polônia (POL)   | Janusz Kierzkowski | 1:04.63 |

## Velocidade individual masculino
| Pos. | País         | Atletas          |
| ---- | ------------ | ---------------- |
|      | França (FRA) | Daniel Morelon   |
|      | Itália (ITA) | Giurdano Turrini |
|      | França (FRA) | Pierre Trentin   |

## Tandem masculino
| Pos. | País                | Atletas                         |
| ---- | ------------------- | ------------------------------- |
|      | França (FRA)        | Daniel Morelon Pierre Trentin   |
|      | Países Baixos (NED) | Leijn Loevesijn Jan Jansen      |
|      | Bélgica (BEL)       | Daniel Goens Robert van Lancker |

## Perseguição individual masculino
| Pos. | País            | Atletas          |
| ---- | --------------- | ---------------- |
|      | França (FRA)    | Daniel Rebillard |
|      | Dinamarca (DEN) | Mogens Jensen    |
|      | Suíça (SUI)     | Xaver Kurmann    |

## Perseguição por equipes masculino
| Pos. | País                     | Atletas                                                            |
| ---- | ------------------------ | ------------------------------------------------------------------ |
|      | Dinamarca (DEN)          | Per Jørgensen Reno Olsen Gunnar Asmussen Mogens Jensen             |
|      | Alemanha Ocidental (FRG) | Karl Link Udo Hempel Karlheinz Henrichs Jürgen Kissner             |
|      | Itália (ITA)             | Luigi Roncaglia Lorenzo Bosisio Cipriano Chemello Giorgio Morbiato |

## Quadro de medalhas do ciclismo
| Ordem | País                   | Medalha de ouro | Medalha de prata | Medalha de bronze | Total |
| ----- | ---------------------- | --------------- | ---------------- | ----------------- | ----- |
| 1     | FRA França             | 4               | 0                | 1                 | 5     |
| 2     | DEN Dinamarca          | 1               | 3                | 0                 | 4     |
| 3     | ITA Itália             | 1               | 1                | 2                 | 4     |
| 4     | NED Países Baixos      | 1               | 1                | 0                 | 2     |
| 5     | SWE Suécia             | 0               | 1                | 1                 | 2     |
| 6     | FRG Alemanha Ocidental | 0               | 1                | 0                 | 1     |
| 7     | BEL Bélgica            | 0               | 0                | 1                 | 1     |
| 7     | POL Polônia            | 0               | 0                | 1                 | 1     |
| 7     | SUI Suíça              | 0               | 0                | 1                 | 1     |